# Piotr Kot
Piotr Kot (ur. 19 czerwca 1975 w Strzelinie) – polski duchowny katolicki, doktor nauk teologicznych (teologia biblijna), Kanonik Gremialny Kapituły Katedralnej Legnickiej, wykładowca akademicki, popularyzator Biblii w duszpasterstwie, były rektor Wyższego Seminarium Duchownego w Legnicy, były przewodniczący Konferencji Rektorów Wyższych Seminariów Duchownych Diecezjalnych i Zakonnych w Polsce.

## Życiorys
Urodził się 19 czerwca 1975 r. w Strzelinie. Pochodzi z parafii Zwiastowania Najświętszej Maryi Panny w Witkowie. Sakrament święceń otrzymał 26 maja 2001 r. w Legnicy. Jako neoprezbiter pracował w parafii św. Jerzego i Matki Bożej Różańcowej w Wałbrzychu. Studiował na Katolickim Uniwersytecie Lubelskim oraz w Papieskim Instytucie Nauk Biblijnych w Rzymie. Po studiach pracował przez rok w Stanach Zjednoczonych (Chicago i Los Angeles). Wykładowca egzegezy Nowego Testamentu oraz języków semickich. Były koordynator duszpasterstwa młodzieży w diecezji legnickiej. Były delegat biskupa ds. ochrony dzieci i młodzieży. Związany z Ruchem Światło-Życie. Interesuje się językami biblijnymi i historią Kościoła, zwłaszcza starożytną. 29 czerwca 2022 r. mianowany przez bpa Andrzeja Siemieniewskiego wikariuszem biskupim ds. ewangelizacji i formacji. W związku z podjęciem pracy w Katolickim Uniwersytecie Lubelskim Jana Pawła II w Lublinie odwołany ze wszystkich funkcji w diecezji z dniem 28 czerwca oraz 30 września 2024 r. przez Biskupa Legnickiego. Aktualnie wykładowca języka hebrajskiego, egzegezy i teologii biblijnej w Katolickim Uniwersytecie Lubelskim jako adiunkt przy Katedrze Teologii Biblijnej i Proforystyki Instytutu Nauk Biblijnych KUL.

## Publikacje

### Książkowe
- Szkice biblijne. W namiocie Słowa, Wrocław 2010.
- Targumy a Pierwszy List Jana, Warszawa 2010.
- Współpracownicy Stwórcy, Włocławek 2011.
- Radości i smutki świętego Józefa. Motywy biblijne w Ewangelii Dzieciństwa według Michała Willmanna, Legnica 2012.